# Луг (приток Днестра)
Луг (укр. Луг) — река в Стрыйском районе Львовской области, Украина. Левый приток Днестра (бассейн Чёрного моря).
Луг берёт начало из Отыневичского пруда, в которому на севере впадает река Боберка. Протекает в пределах Ходоровского Ополья с севера на юг и юго-запад. Впадает в Днестр в районе села Буковина. Река — типично равнинная, с многочисленными меандрами.
Длина реки 25 км, площадь бассейна 616 кв². Крупнейший приток — река Давыдовка (правый).
Луг протекает через город Ходоров, а также сёла Загорочка, Добровляны, Бортники и Буковина. На реке построено несколько прудов, крупнейший из которых — Ходоровский.